# Jasmin Čaušević
Jasmin Čaušević, slovenski jadralec, popotnik, samostojni novinar in pisatelj, * 26. maj 1961, Slovenj Gradec. Je vojni veteran vojne za Slovenijo (1991).

## Življenje
Rodil se je v bolnici Slovenj Gradec, nato pa praktično od rojstva živel in odraščal v Velenju, kjer se je tudi šolal. Živel je v delavski - rudarski družini, kjer je bil oče edini zaposlen v jami Rudnika Velenje. Mama je bila gospodinja. Ima še mlajšega brata, rojenega  leta 1967. Leta 1983 se mu rodi sin Sašo.

## Delo
Po zaključenem šolanju, se je leta 1980 zaposlil v takratnem Rudniku Velenje, katerega je po samo nekaj mesecih moral prekiniti, saj so ga že oktobra 1980 vpoklicali v vojsko, takratno JLA. Vojsko je služil 14 mesecev v Prištini, Kosovo. Spet se je zaposlil na Rudniku Velenje in tam delal v jami do marca leta 1994, ko se je samozaposlil kot samostojni podjetnik. 
Od leta 2013 je kot samostojni in honorarni novinar napisal več člankov v zvezi z navtiko. Postane član novinarjev in prejme novinarsko izkaznico. Največ je pisal in napisal reportaž iz jadranja in navtičnih sejmov po Evropi, prav tako pa je napisal več strokovnih člankov. Še vedno piše za več navtičnih spletnih časopisov in revij v Sloveniji. 
Marca leta 2021, se upokoji. 

## Navtika
Leta 2007 se poda v navtiko. Najprej se preizkusi na gumenjakih, nato na motornih gliserjih. Leta 2010 se odloči za  jadranje. Kot samouk jadra po Jadranskem morju, ter se utrjuje v samostojnem jadranju.
Leta 2014 se na svoj 53. rojstni dan odpravi na prvo daljše jadranje do Malte in nazaj. Premamijo ga lepote Italija, zato jadra ob njej potem pa obišče vso zahodno Sredozemsko obalo, zapluje pri Gibraltarju v Atlantski ocean, vse do Kanarskih otokov. Njegov cilj  se spremeni in želi prepluti ocean, prikazati jadranje s serijsko in ne predelano nekaj več kot 10 metrov dolgo jadrnico Bavaria ter živeti z zmernimi in skromnimi finančnimi sredstvi. 
Jasmin Čaušević je tako eden redkih slovenskih jadralcev, ki je sam preplul in prejadral Atlantski ocean iz Gran Canarie preko Zelenortskih otokov do Karibskega otoka Barbados.
Njegov življenjski projekt se tukaj spremeni in zdaj ima željo prepluti svet. Do decembra leta 2020 je prejadral pot od Poreča na Hrvaškem do mesta Nouméa, na otočju države Nova Kaledonija. Preplul je 19.400 navtičnih milj oz. 35.929 kilometrov po Jadranskem morju, Sredozemskem morju, Atlantskem oceanu in Tihem oceanu. Večino teh milj je preplul sam, le en manjši del svoje plovbe je jadral s svojim prijateljem na krovu Indiga. Januarja leta 2021 se vrne v Slovenijo, kjer je imel že napovedanih nekaj predavanj in prestavitev knjig, pa ga je pri 52-tem predavanju ustavil kovid-19, kateri je prekinil njegovo začrtano jadralsko pot.

## Knjige
Leta 2015 strne svoje občutke iz jadranja in prične pisati knjigo, potopisni dnevnik  Šepet vetra in valov, ki naslednjo leto izide kot njegov prvenec. Preizkusi se tudi v pisanju romana in leta 2017 napiše prvi slovenski jadralski ljubezenski roman, Ljubezen pod jadri  Ob samotnem solo jadranju čez Atlantik, decembra 2016 in plutjem med Karibskimi otoki (2017), napiše svojo tretjo knjigo, Sam prek oceana. Svoj potopis od Karibskih otokov do tihomorskih otokov Kraljevine Tonga, je strnil v njegovi četrti knjigi, Skriti paradiž, ki je izšla leta 2019. V letu 2020 začasno zaključi svoje jadranje zaradi virusa covid-19. Jadrnico pusti na otoku Nova Kaledonija, se vrne v Slovenijo in v času pandemije napiše nov ljubezenski roman Nasedla, katerega izda leta 2021. Maja 2021 napiše novo knjigo, tokrat kriminalni roman Pol srca. Oktobra 2022 izda svoj zadnji potopis z naslovom Otoki peščenih plaž, v katerem opisuje svoje solo jadranje od otokov Tonge do Nove Kaledonije. Avgusta Leta 2023 izda svoj že četrti roman z naslovom Pismo, ljubezensko kriminalni roman. Leta 2024 zbere gradivo in fotografije od udeležencev projekta Beatlon, ter zapiše jadralski potopis z naslovom Stanislav Slavc Šikonja z jadrnico Bea okoli sveta.

## Filmi in reportaže
- Reportaža o Jasminu Čauševiću iz oddaje Med Valovi. RTV Slovenija